# Wolfgang Becker (Koch)
Wolfgang Becker (* 28. Mai 1968 in Trier) ist ein deutscher Koch.

## Werdegang
Im Anschluss an seine Winzerlehre folgte 1989 eine Ausbildung zum Koch. Nach Tätigkeiten in verschiedenen Restaurants folgte 1992 das Restaurant Imperial im Hotel Bühlerhöhe und 1994 das Drei-Sterne-Restaurant Schwarzwaldstube unter Harald Wohlfahrt in Baiersbronn. 1994 kehrte Becker in den elterlichen Betrieb zurück und übernahm 1997 mit seiner Frau das Familienunternehmen, zu dem auch das Weingut Becker’s gehört.
Das Weinhaus wurde 2000 mit einem Michelin-Stern ausgezeichnet. 2005 erwarb Becker das Nachbargrundstück und eröffnete zwei Jahre später einen an das Stammhaus angrenzenden Neubau und damit das Becker’s Hotel und Restaurant. Der zweite Stern folgte 2009. Das Becker’s Weinhaus ist im alten Stil erhalten, hier wird Landhausküche aus hochwertigen Produkten serviert.
Sowohl im Restaurant Becker‘s als auch im Weinhaus und der Weinbar des Hotels werden neben einer Auswahl internationaler Weinen auch Weine aus eigener Produktion serviert. Wolfgang und Christine Becker führen das Weingut heute in fünfter Generation.
Im Juni 2013 eröffnete Becker in Trier zusätzlich das Becker’s XO, eine Kombination aus Restaurant, Bar und Delikatessenladen; es erhielt mehrere Auszeichnungen für das Konzept. Um das Projekt zu finanzieren, gründete er die Becker’s Genuss AG; 2015 schloss er das Becker’s XO wieder.
Von 2021 bis 2025 wurdes das Restaurant Becker‘s noch mit einem Michelinstern ausgezeichnet.

## Mitgliedschaften
- Euro-Toques

## Auszeichnungen
- 2000: Ein Michelin-Stern für das Weinhaus
- 2007: 17 Punkte im Gault-Millau
- 2009–2020: Zwei Michelinsterne für Becker's Restaurant[6]
- 2011: 18 Punkte im Gault-Millau